# Eolacertilia
De Eolacertilia zijn een orde van uitgestorven diapside reptielen, mogelijk een onnatuurlijke groep, die als voorouders van hagedissen en slangen worden beschouwd. De fossielen die aan deze groep worden toegewezen, zijn gevonden in bodems variërend van het Vroeg-Trias tot het Vroeg-Krijt (235 - 120 miljoen jaar geleden).
De orde werd in 1967 benoemd door Pamela Lamplugh Robinson. De naam betekent "hagedissen van de dageraad".
Vanwege een reeks kenmerken van het skelet lijken veel kleine diapside reptielen van het Mesozoïcum oppervlakkig voorlopers te zijn van huidige soorten, maar sommige basale kenmerken sluiten ze uit van de groep van echte Squamata. Sommige vormen, zoals de familie van de Kuehneosauridae, ontwikkelden speciale specialisaties voor het boomleven en werden zwevers. Kuehneosaurus en Icarosaurus bezaten verbredingen van de dorsale ribben die geschikt waren voor het ondersteunen van een huidmembraan, waardoor deze dieren met behulp van een vlieghuid door de wouden konden zweven.

## Onzekere classificatie
Andere vormen die aan de eolacertielen worden toegewezen, zijn gevonden in Zuid-Afrika in bodems van het Vroeg-Trias en worden vaak beschouwd als echte voorouders van hagedissen. Palaeagama, Paliguana en Saurosternon zijn echter bekend van onvolledige fossielen, die de verwantschappen van deze vormen niet goed bepaalbaar maken. Waarschijnlijk vormen de eolacertielen geen echte monofyletische groep, maar eenvoudig een opeenvolging van dieren die geleidelijk meer geëvolueerd zijn naast andere van een onzekere systematische positie. Veel van deze vormen zijn echter belangrijk voor het begrijpen van de evolutie van hagedissen en slangen.